# 1231
1231 (MCCXXXI) a fost un an obișnuit al calendarului iulian.

## Evenimente
- 7 aprilie: Tratat între Jean de Brienne, co-împăratul latin de Constantinopol, și Jacopo Tiepolo, dogele Veneției, prin care cel din urmă promite sprijin pentru recucerirea teritoriilor pierdute în favoarea Imperiului de la Niceea.
- 9 aprilie: Puternic incendiu în Hangzhou, capitala Imperiului Song din China; circa 10.000 de case sunt complet distruse.
- 26 mai: Cantonul Uri din Elveția primește o cartă de emanciparea din partea lui Henric al II-lea de Suabia.
- 1 septembrie: Împăratul Frederic al II-lea de Hohenstaufen promulgă "Constituțiile de la Melfi", cod de legi pentru Sicilia, marcând instituirea monarhiei absolute în Sicilia.

### Nedatate
- decembrie: Cavalerii teutoni fondează orașul Torun, în Polonia.
- A fost înființată inchiziția de către papa Grigore IX, reprezentând o procedură juridică specifică Evului Mediu. În Spania a fost desființată abia în sec. XIX.
- Hanul mongol Ögödei lansează campania împotriva Persiei, condusă de Jalal ad-Din; mongolii traversează rapid Khorasan și mărșăluiesc în Azerbaidjan; Tabrizul este abandonat.
- Mongolii își impun suzeranitatea asupra selgiucizilor din Iran.
- Sultanul Iltutmish din Delhi ocupă Gwalior.
- Trupe mongole, sub conducerea hanului Ögödei trec râul Yalu, invadând regatul Goryeo din Coreea.

## Arte, științe, literatură și filozofie
- 13 aprilie: Bula Parens scientiarum: Universitatea din Paris trece sub protecția papei Grigore al IX-lea.
- Istoricul arab Ibn al-Athir scrie o istorie universală.

## Nașteri
- Henric al III-lea, viitor duce de Brabant (d. 1261)
- Marino Zorzi, viitor doge al Veneției (d. 1312)

## Decese
- 13 iunie: Sfântul Antonio din Padova (n. 1195)
- 15 august: Jalal ad-Din, ultimul șah de Horezm (n. ?)
- 15 septembrie: Ludovic I de Bavaria (n. 1173)
- 17 noiembrie: Sfânta Elisabeta de Ungaria, fiica regelui Andrei al II-lea (n. 1207)

## Înscăunări
- august: Jean de Brienne, regent al Imperiului latin de Constantinopol (1231-1237)